# Giovanni Plana
Giovanni Antonio Amedeo Plana (Voghera, 6 de novembro de 1781 — Turim, 20 de janeiro de 1864) foi um astrônomo e matemático italiano.
Sobrinho de Joseph-Louis Lagrange, foi professor de astronomia na Universidade de Turim e diretor do observatório de Turim.
Recebeu em 1834 a Medalha Copley. A cratera lunar Plana recebe seu nome.

## Obras
- Théorie du mouvement de la lune, em três volumes. Turin, 1832